# Grevillea whiteana
Espèce
Classification phylogénétique
Grevillea whiteana est une espèce de plantes à fleurs de la famille des Proteaceae. C'est un arbuste endémique au Queensland en Australie.

## Description
C'est un arbuste de 2 à 9 mètres de haut. Les fleurs, crème, sont présentes du début de l'automne au milieu du printemps (mars à octobre en Australie).

## Répartition
L'espèce est présente dans le sud-est du Queensland du nord de Boondooma à Mundubbera et aussi sur le mont Walsh près de Biggenden.